# クリール

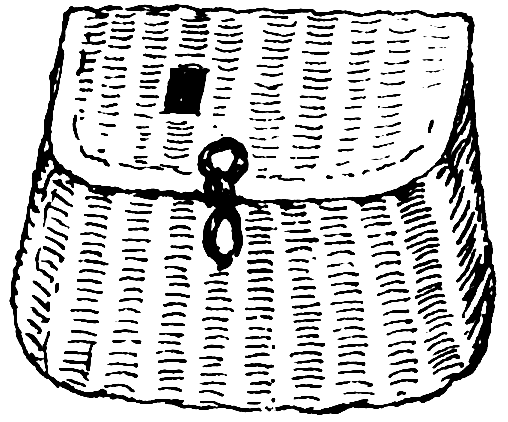
クリール

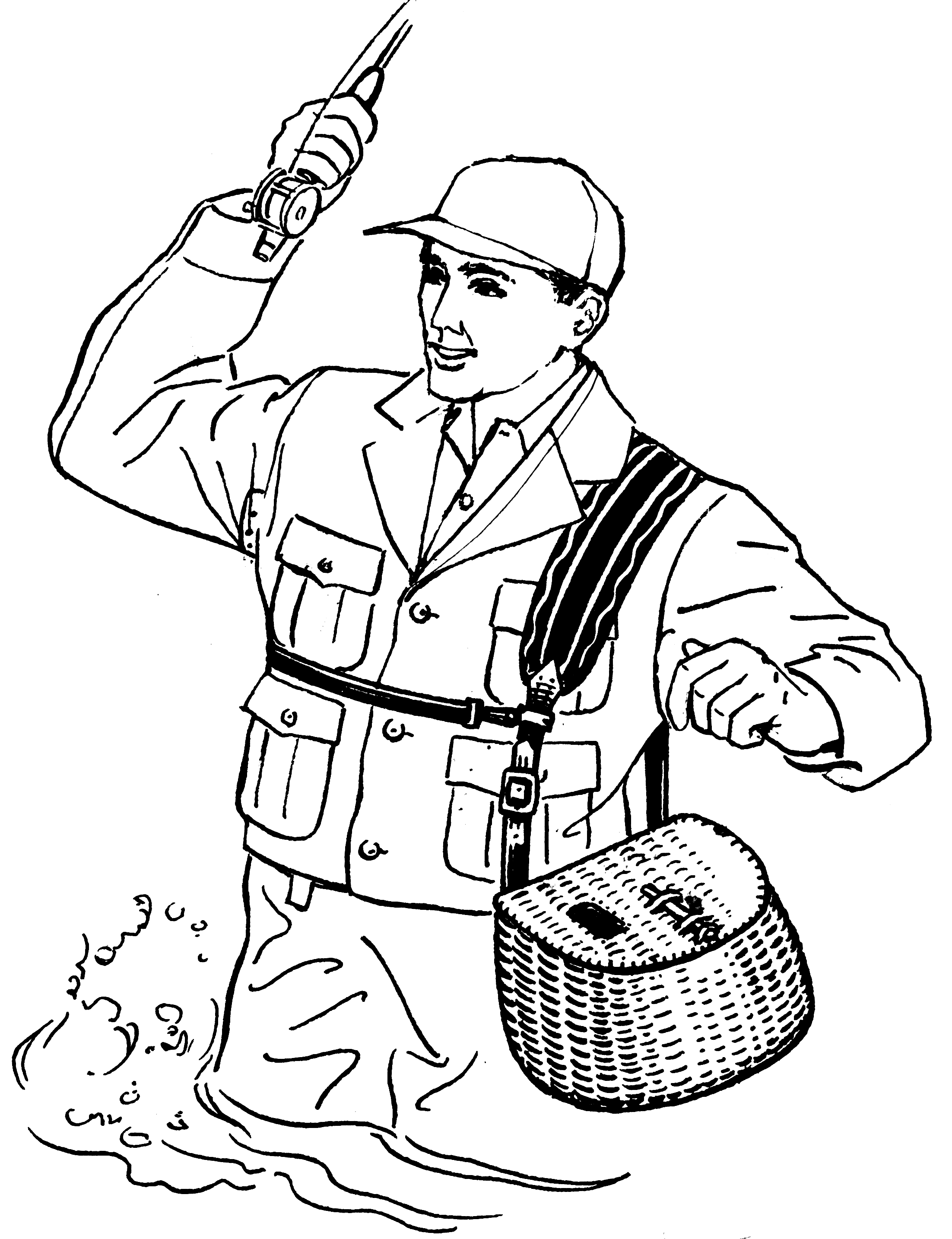
クリールを使うフライフィッシャー

クリール (Creel) はヤナギの枝などを使った枝編み細工の小さな籠で、釣り人が魚やその他の魚介類（タコ、イカ、エビ、カニなど）を入れておくための魚籠（びく）として主に使用されている。
別のタイプのクリールにアイルランドの西部で伝統的に使用されていたターフクリール (Turf Creel) があり、いろいろな形や大きさのものがある。このクリールは人、或いはポニーやロバがピート（泥炭燃料）を運ぶために一般的に使用されていた。